# Streitkräfte Saudi-Arabiens

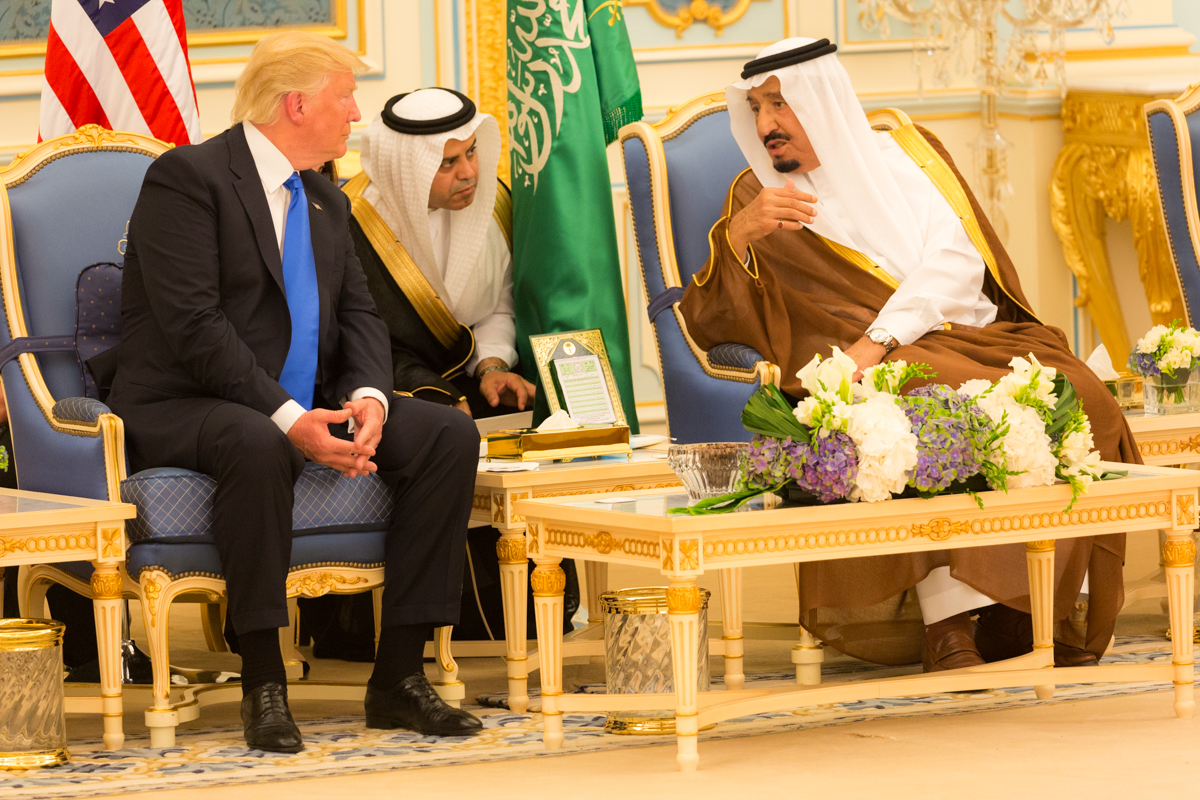
Der damalige Oberbefehlshaber der US-Streitkräfte Donald Trump und der Oberbefehlshaber der saudischen Streitkräfte König Salman.

Die Streitkräfte des Königreiches Saudi-Arabien (arabisch القوات المسلحة الملكية السعودية, DMG al-Quwwāt al-musallaḥa al-malakiyya as-saʿūdiyya, englisch Royal Saudi Arabian Armed Forces) umfassen die militärischen Kräfte des Königreichs Saudi-Arabien. Sie gelten nach den Streitkräften Israels und den Türkischen Streitkräften als das schlagkräftigste Militär des Nahen Ostens.
Sie bestehen aus fünf Teilstreitkräften Heer, Marine, Luftwaffe, Luftverteidigung und Strategische Raketentruppen sowie Nationalgarde mit einer Gesamtstärke von ungefähr 227.000 Mann. Es gibt keine Wehrpflicht, die Streitkräfte sind eine reine Berufsarmee, das Mindestalter für den Eintritt beträgt siebzehn Jahre. In den saudischen Streitkräften können seit 2021 auch Frauen dienen, allerdings dürfen diese nicht in die Luftstreitkräfte eintreten und können auch maximal nur Unteroffiziere werden. Auch aufgrund des starken Bevölkerungswachstums konnte das saudi-arabische Militär in den letzten Jahrzehnten erheblich ausgebaut werden. Mitte der 1980er Jahre lag die Truppenstärke noch bei ca. 60.000 Mann.
In Saudi-Arabien befindet sich der König-Chalid-Stützpunkt des Golf-Kooperationsrates.

## Budget
Saudi-Arabien gab im Jahr 2022 ungefähr 75 Mrd. US-Dollar (70,5 Mrd. Euro) für seine Verteidigung aus, im Internationalen Vergleich belegte das Königreich damit Platz 5. Gemessen am BIP steht der Wüstenstaat, nach Oman, auf Weltranglisten Platz 2, seine Wehrausgaben liegen regelmäßig zwischen 7 % und 10 % des Bruttoinlandsproduktes. Damit ist Saudi-Arabien, fiskalisch betrachtet, eines der am stärksten militarisierten Länder der Erde. Laut der Stockholm International Peace Research Institute führte das seit 2005 aufgestockte saudische Militärbudget dazu, dass statistisch gesehen im Nahen Osten am meisten ins Militär investiert wurde. Im Jahr 2004 betrug das Militärbudget noch etwa 18,8 Milliarden US-Dollar (12,87 Mrd. Euro), im Jahr 2005 25 Mrd. US-Dollar (17,12 Mrd. Euro).
Von 2004 auf 2007 ist damit eine Steigerung um 12,70 Mrd. US-Dollar (8,70 Mrd. Euro) zu erkennen.

### Budget im regionalen Vergleich
Das Militärbudget des Königreiches ist in der Region (Stand: 2023) das mit Abstand größte, wie folgende Tabelle aufzeigt:
| Land                        | Budget in US-Dollar | Budget in Euro1 |
| --------------------------- | ------------------- | --------------- |
| Streitkräfte Saudi-Arabiens | 75,8 Milliarden     | 69,7 Milliarden |
| Israelische Streitkräfte    | 27,5 Milliarden     | 25,3 Milliarden |
| Türkische Streitkräfte      | 15,8 Milliarden     | 14,5 Milliarden |
| Streitkräfte des Iran       | 10,3 Milliarden     | 9,5 Milliarden  |
| Streitkräfte Ägyptens       | 3,2 Milliarden      | 2,9 Milliarden  |

1: Umrechnung in den Euro vom Wechselkurs am 16. April 2024

Zwischen dem Militärbudget Saudi-Arabiens und dem Land mit dem nächsthöheren Militärbudget, Israel, liegt mit 51,6 Mrd. US-Dollar eine relativ hohe Summe, was die saudischen Streitkräfte als Kunde für Rüstungskonzerne besonders interessant macht.
Der primäre Grund für das überdurchschnittlich hohe Militärbudget Saudi-Arabiens ist laut Experten die Befürchtung der Regierung, der königlichen Familie Saud, dass eine militärische Niederlage die bereits angespannte innenpolitische Lage verschlechtern und zu einem Sturz der Monarchie und damit der Dynastie der Al Saud führen könnte. Diese Meinung deckt sich mit der Tatsache, dass die Regierung seit Jahren massiv und konstant in den inneren Sicherheitsapparat investiert.

## Führung

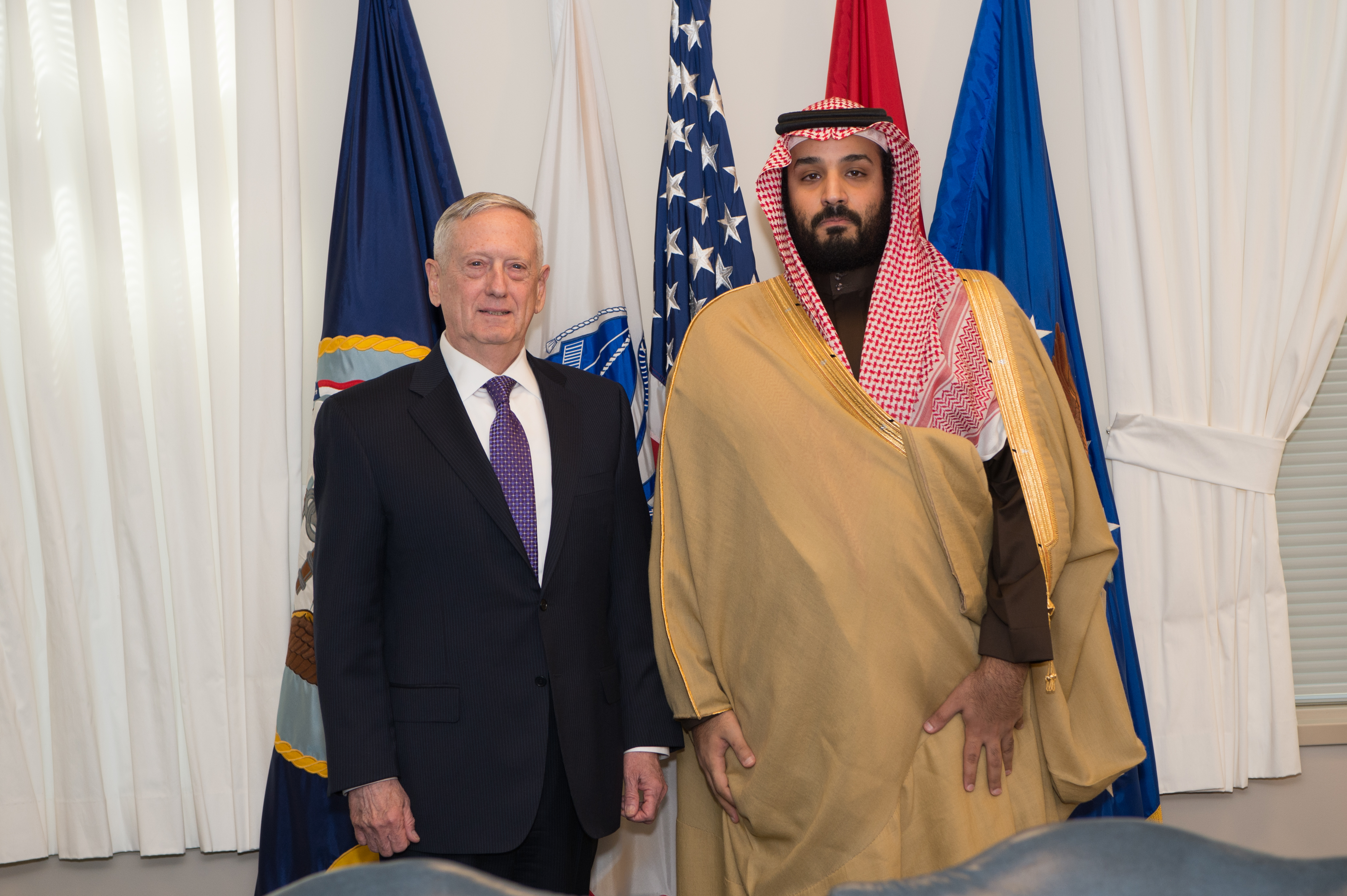
Der ehemalige US-Verteidigungsminister James N. Mattis mit dem saudischen Verteidigungsminister Mohammed bin Salman

Kronprinz Mohammed bin Salman bekleidet das Amt des Minister für Verteidigung und zivile Luftfahrt (Verteidigungsminister) und ist der Generalinspekteur des Königreiches. Einer seiner Vorgänger, Prinz Sultan ibn Abd al-Aziz stattete das Militär des Königreichs durch Waffengeschäfte mit den USA, Großbritannien und Frankreich aus. Ein Großteil von Prinz Sultans Wohlstand soll aus Provisionen staatlicher Waffengeschäfte gekommen sein.
Den alleinigen militärischen Oberbefehl über die Streitkräfte hat der absolut herrschende König und Premierminister Salman ibn Abd al-Aziz. Er besitzt die alleinige Vollmacht, Krieg und Frieden zu erklären sowie den Generalstabschef, die Minister und die Kommandeure der Teilstreitkräfte zu berufen oder zu entlassen. Die Gouverneure der Landesprovinzen (manatiq) und die ihnen unterstehenden Kommandeure der Nationalgarde für die jeweilige Provinz können ebenfalls nur vom König berufen und entlassen werden. Jeder Befehlshaber einer Teilstreitkraft und der Direktor des Geheimdienstes müssen in regelmäßigen Treffen dem König, dem Innenminister und dem Kronprinzen sowie deren Beratern Bericht erstatten.
Die Führung der Streitkräfte in der Verfassung

Die Führung der Streitkräfte ist in der saudischen Verfassung verankert, so heißt es in Artikel 60: 

„Der König ist der Oberste Befehlshaber der Streitkräfte. Er ernennt und entlässt Offiziere aus dem Dienst, entsprechend dem Gesetz.“

 In Artikel 61 heißt es: 

„Der König ruft den Notstand aus, macht die Streitkräfte mobil oder erklärt den Krieg.“

 Die Gewaltenteilung des Königs über das Militär ist wie auch über den Staat nicht begrenzt, daher kann der König Befehle erteilen, ohne diese mit jemandem besprechen oder abstimmen zu müssen, und er ist niemandem eine Erklärung oder Rechenschaft für Befehle oder Absichten schuldig. Oberstes sicherheitspolitisches Gremium ist ebenfalls der König, er besitzt die alleinige und uneingeschränkte (absolute) Vollmacht über die Polizei, den Geheimdienst (al-Muchabarat al-'Amma) und das Militär. Alle Verträge für Rüstungsimporte müssen vom König genehmigt werden.

## Geschichte und aktuelle Situation

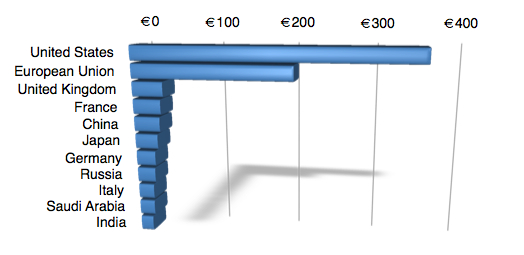
Die zehn höchsten Militärausgaben (und EU) in Milliarden Euro (2006)

In den 1930er-Jahren zeigte Abd al-Aziz ibn Saud, der Staatsgründer, wenig Interesse am Aufbau eines saudischen Sicherheitsapparats und verließ sich in dieser Hinsicht auf die in der Region anwesenden britischen Einheiten. Das saudische Militär wurde nach einer politischen Auseinandersetzung Saudi-Arabiens mit den Briten mit Hilfe des US-amerikanischen Verbündeten seit dem Beginn des Ölbooms in den 1940er-Jahren stark ausgebaut. Die guten Beziehungen der USA zu Saudi-Arabien beruhten dabei vor allem auf denen zwischen dem saudischen Königshaus und der Mineralölgesellschaft Aramco.
Die USA und Saudi-Arabien unterzeichnen im Februar 1945 einen Vertrag über eine Militärbasis im Persischen Golf, zur Palästina-Frage und ein Militärbündnis. Seitdem gelten die USA als engster Verbündeter des Königreiches.
An den militärischen Handlungen der Arabisch-Israelischen Kriege nahm das Königreich nicht teil; es unterstützte aber die gemeinsame Sache der Araber durch massive finanzielle Hilfe an die Palästinenser-Organisationen sowie durch zeitweilige Reduzierung der Erdöllieferungen in die westliche Welt unter König Faisal, siehe: Ölkrise. Dennoch blieben die guten wirtschaftlichen und diplomatischen Beziehungen Saudi-Arabiens zum Westen prinzipiell erhalten.
Obwohl die saudischen Streitkräfte mit Ausnahme des Zweiten Golfkrieges bisher nicht an Kampfeinsätzen im Ausland teilgenommen haben, ist die Unterstützung der arabischen Nachbarn Israels im Nahostkonflikt eine Konstante der saudischen Sicherheitspolitik.
Saudi-Arabien befindet sich seit 1948 (Palästinakrieg) mit Israel offiziell im Kriegszustand, der Staat Israel wird weiterhin nicht anerkannt, Politische Kontakte beider Länder gibt es nicht, weswegen Israel Rüstungsexporten an Saudi-Arabien kritisch gegenübersteht. So versuchten die USA 1978, Saudi-Arabien gegen Lieferung von F-15-Kampfflugzeugen Stationierungsorte fernab des Roten Meeres abzuhandeln, was jedoch fehlschlug.
Mit den Stützpunkten in Turaif, Guraiet und Tabuk besitzt Saudi-Arabien drei Stützpunkte in unmittelbarer Nähe zu Israel, saudische Flugzeuge benötigten für die Strecke von Tabuk nach Eilat weniger als sechs Minuten.
Trotz der politischen Spannungen zwischen dem Königreich und Israel setzt Saudi-Arabien sich für eine Friedensinitiative im Nahostkonflikt ein.
In den 1980er-Jahren beabsichtigte das saudische Militär, den deutschen Kampfpanzer Leopard 2 zu kaufen. Trotz Zusage von Bundeskanzler Helmut Schmidt und Franz Josef Strauß kam das Geschäft nicht zustande, die Widerstände erwiesen sich als zu groß. Die darauffolgende Bundesregierung unter Helmut Kohl hielt an ihrem 1983 gefassten Beschluss fest, das Waffensystem nicht an einen potentiellen Gegner Israels zu liefern. Trotzdem ist die Bundesrepublik Deutschland ein wichtiger Waffenlieferant Saudi-Arabiens, neben den verschiedenen Maschinengewehren im Bestand der saudischen Streitkräfte ist vor allem der Panavia Tornado, der Eurofighter und das MLRS sowie das inzwischen ausgemusterte LARS-Raketensystem mit deutscher Produktionsbeteiligung zu erwähnen.
1981 kaufte Saudi-Arabien in einem hoch dotieren Rüstungsabkommen moderne AWACS-Luftüberwachungsflugzeuge aus den USA.
Im Zweiten Golfkrieg kämpfte Saudi-Arabien gegen den Irak, so auch in der Schlacht um Chafdschi, die mit einem Sieg der saudischen Streitkräfte endete.
Im Juli 2007 teilte die US-Regierung mit, die saudischen Streitkräfte weiter mit Waffensystemen im Wert von 20 Milliarden US-Dollar aufrüsten zu wollen. Das Paket für die saudischen Streitkräfte umfasst nach US-Angaben Raketen, Frühwarnsysteme, Waffen für Luftwaffe und Marine sowie andere Systeme zur Bekämpfung „nicht-konventioneller Bedrohungen“. Um sicherzustellen, dass Saudi-Arabiens Militär technologisch nicht mit Israel gleichzieht, wird die Rüstungshilfe der USA an Israel von 24 auf 30 Milliarden Dollar für die nächsten zehn Jahre aufgestockt.
US-Senator Joe Biden warnte dennoch, dass die Waffen die Sicherheit Israels bedrohen könnten. Bush solle nicht versuchen, „mit Waffenverkäufen eine umfassende und schlüssige Strategie für die Region“ zu ersetzen. Bush aber gab an, dass er seinen „saudischen Freunden“ vertraue. Hierfür erhielt er vom saudischen König einen Ehrenorden.
Während die Opposition im israelischen Parlament den Handel kritisierte, sagte der israelische Premierminister Ehud Olmert, dass dieser Handel „verständlich“ und „in Ordnung“ sei.
Neben Israel galt lange Zeit der Iran als potentieller Gegner des Königreiches. So unterstützte Saudi-Arabien im Ersten Golfkrieg den Irak unter Saddam Hussein mit immensen finanziellen Mitteln. Hierfür waren nationalistische, religiöse und wirtschaftliche Gründe ausschlaggebend. Die Besuche der Außenminister – vor allem des saudischen Kronprinzen Abdullah in Teheran – und der Besuch des iranischen Staatspräsidenten Chatami in Riad im Jahre 2001 besiegelten die Normalisierung der Beziehungen. Der iranische Präsident Mahmud Ahmadineschad hat am 1. März 2007 zum ersten Mal Saudi-Arabien besucht und sich in Riad mit König Abdullah getroffen. Das Treffen dauerte acht Stunden, dabei soll das politische Klima zwischen den beiden Regierungen verbessert worden sein und nach Aussage des iranischen Präsidenten sei man sich einig in „zentralen Fragen“. Das größte Hindernis zwischen tiefgreifenderen Beziehungen beider Länder sind die religiösen Differenzen zwischen Sunniten und Schiiten sowie die Tatsache, dass Saudi-Arabien nach wie vor ein wichtiger wirtschaftlicher und militärischer Verbündeter der USA in der Region ist, während der Iran sich als erklärter Gegner der USA sieht. Ende 2007 lud die saudische Regierung Mahmud Ahmadineschad zur Haddsch ein, dabei sollen auch politische Themen besprochen worden sein. Beide Länder machten anschließend klar, dass sie auf „friedliche Koexistenz“ setzen. Die saudische Regierung sagte, dass sie gemeinsam mit den anderen Golfstaaten einen Militärschlag gegen den Iran vermeiden und in der Angelegenheit des Iranischen Atomprogrammes schlichten will. Ahmadineschad ist der erste schiitische Führer, der in der Geschichte Saudi-Arabiens von Sunniten zur Haddsch eingeladen wurde. Bei den Unruhen in Bahrain marschierten 1000 saudische Soldaten im Nachbarland ein um die dortige Regierung zu unterstützen. Bei den Kampfhandlungen wurde ein saudischer Soldat getötet. Im Syrischen Bürgerkrieg unterstützte die Luftwaffe Saudi-Arabiens die USA bei Bombardierungen gegen Stellungen der Terrororganisation „Islamischer Staat in Syrien.(Nicht im Irak)“
Von Dezember 2018 bis 2020 half der ehemalige US-General und NSA-Direktor Keith B. Alexander als Berater dem saudischen Verteidigungsministerium beim Aufbau des Mohammed bin Salman College of Cyber Security, einer Ausbildungseinrichtung für Cybersicherheit.

### Einsätze
- Schlacht um Chafdschi
- Operation Southern Watch
- Huthi-Konflikt
- Militärintervention im Jemen seit 2015 (Führende Nation)

### Nukleare Ambitionen
Das Königreich zählt zu den Ländern, deren Atomwaffenbesitz oder die Absicht zur Entwicklung als ungesichert gilt, siehe: Atommacht: Ungesichert. Offiziell hat das Land weder ein ziviles noch ein militärisches Atomprogramm, hat aber die Absicht, ein ziviles aufzunehmen.
Hilfsgelder und Investitionen fließen vom saudischen Verteidigungsministerium in die pakistanische Rüstungsindustrie. Weitgehend gesichert ist eine Beteiligung von Saudi-Arabien, die das pakistanische Atom-Programm „zu einem nicht unerheblichen Teil finanziert hat“. Inoffiziell werden von 50 % gesprochen. Frühere, direkte Kontakte zu Abdul Kadir Khan sind nachgewiesen. In welchem Ausmaß die saudischen Streitkräfte Zugriff auf die pakistanischen Nuklearwaffen haben, ist unklar. Mit der CSS-2 und der Ghauri, haben die Streitkräfte Trägersysteme, die auch für nukleare Sprengköpfe geeignet wären.

## Teilstreitkräfte
Die Soldaten des saudischen Militärs werden meist von US-amerikanischen Ausbildern im Rahmen der USMTM (United States Military Training Mission), die ihren Hauptsitz in Taif hat, ausgebildet und trainiert.
Das U.S. Army Corps of Engineers arbeitet an militärischen und zivilen Projekten in Saudi-Arabien. Das Königreich bezieht über die Hälfte seiner Rüstungskäufe aus den USA. Seit dem Jahr 2003 ist Saudi-Arabien der mit Abstand größte Kunde der US-Waffenindustrie.

### Bodenstreitkräfte

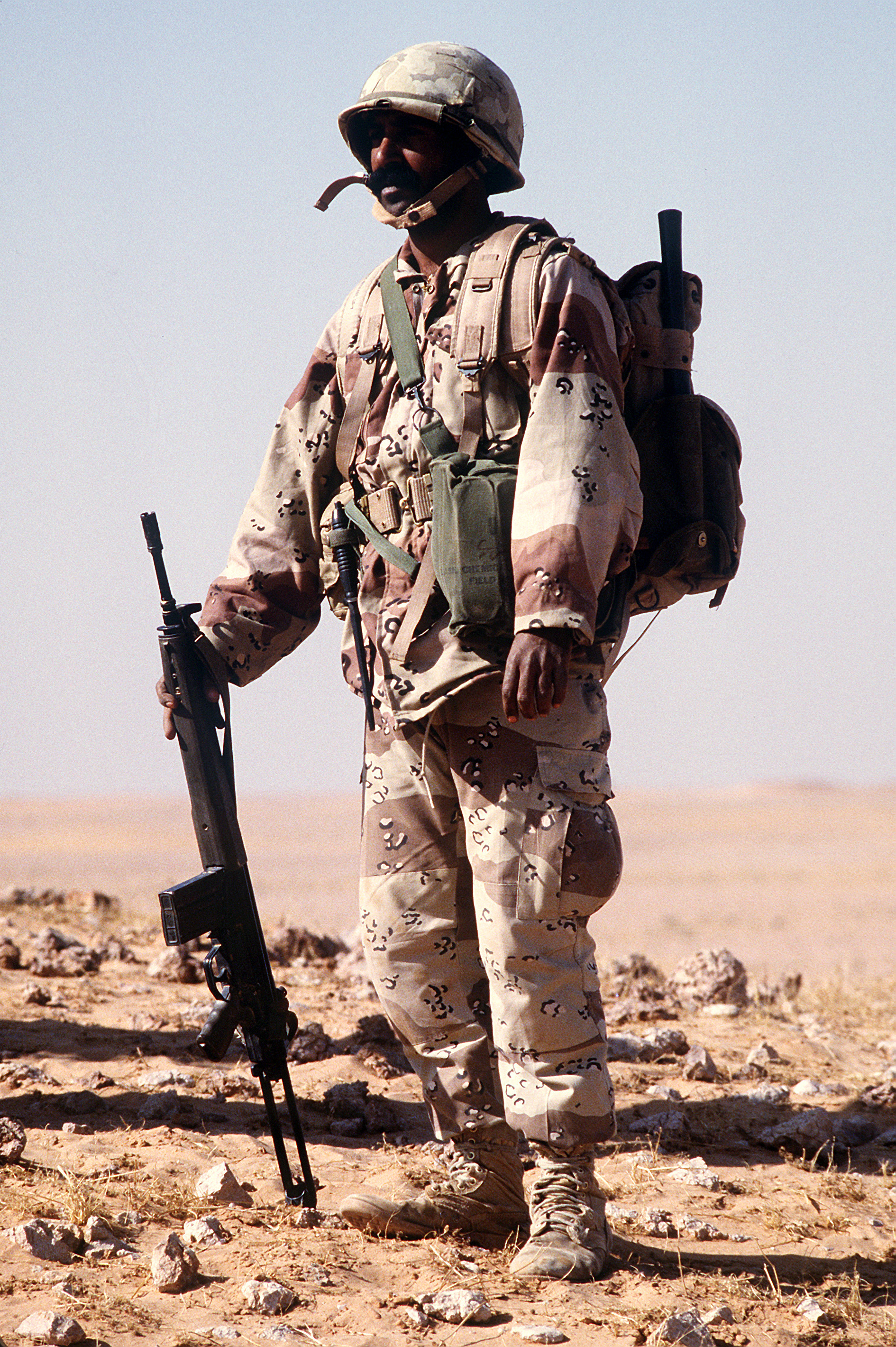
Saudischer Soldat im zweiten Golfkrieg, bewaffnet mit einem Heckler & Koch HK G3 Gewehr.1990

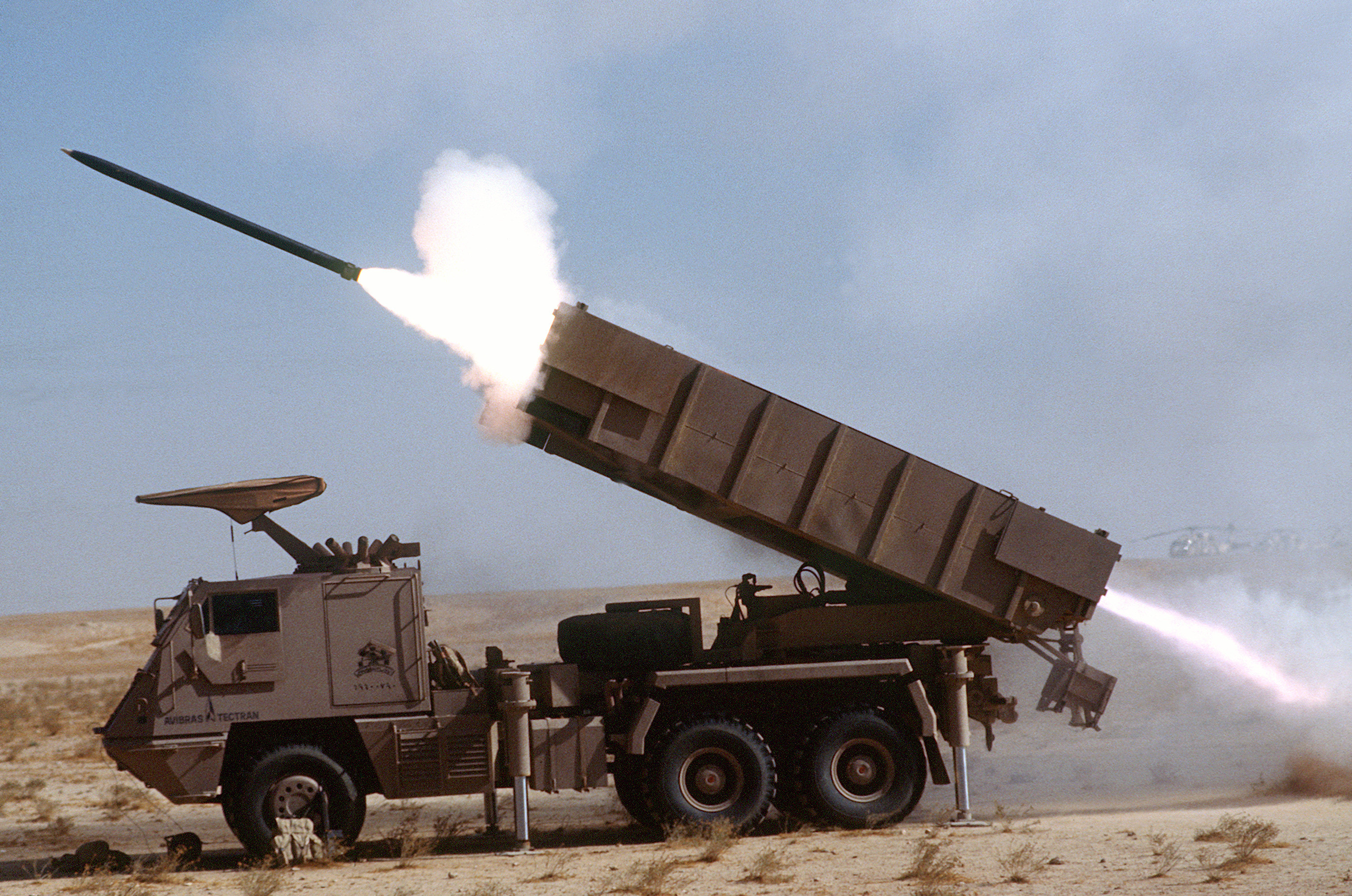
ASTROS-2 SS-30 der saudi-arabischen Streitkräfte beim Abfeuern einer Rakete

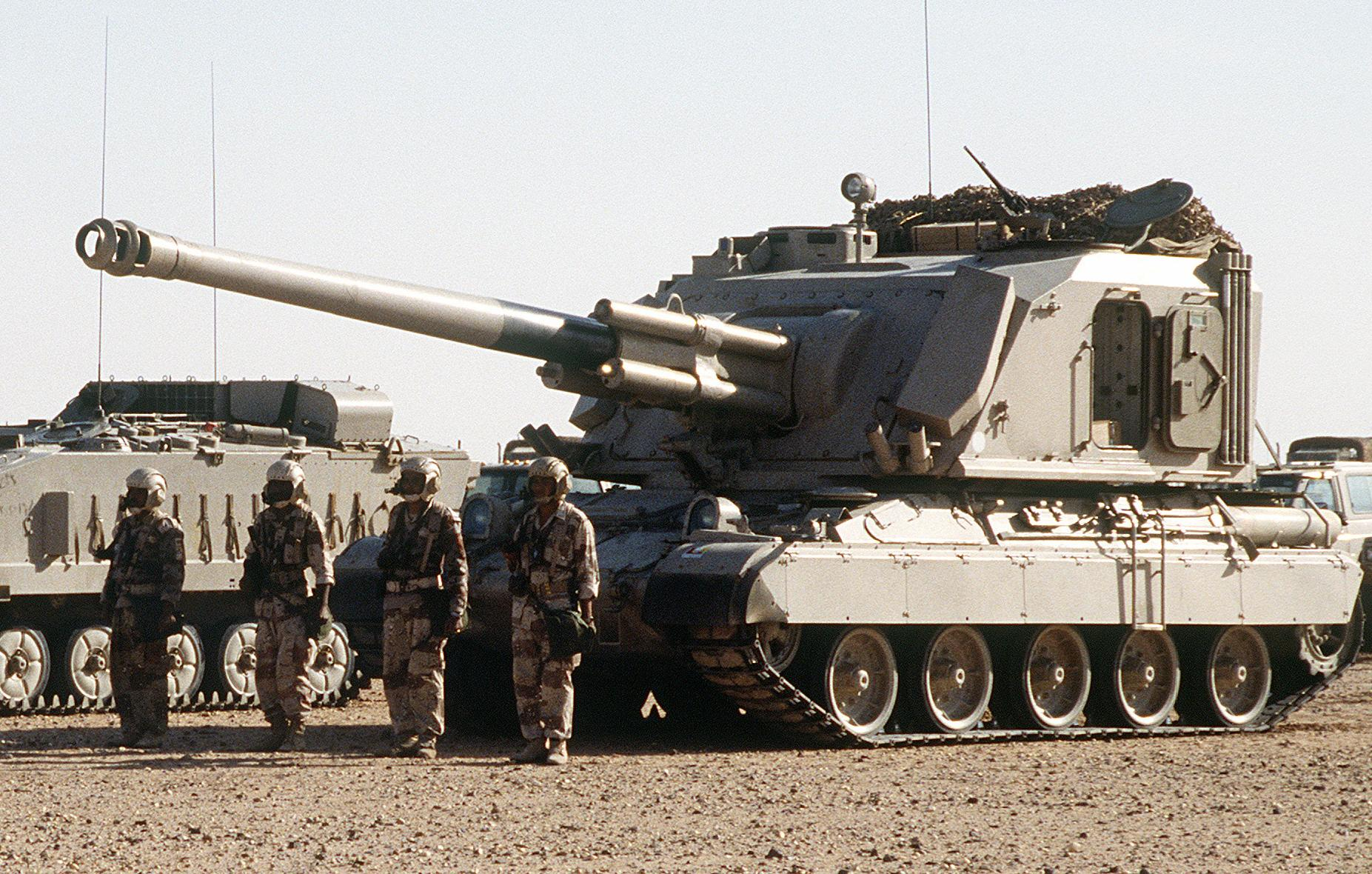
Panzerhaubitze französischer Herkunft (Typ AMX-30 AuF1) der saudischen Armee, 1992

Das saudische Heer (arabisch القوات البرية الملكية السعودي, englisch Royal Saudi Land Forces) hält 75.000 Mann an Bodentruppen im aktiven Dienst. Kommandeur der Bodenstreitkräfte ist Generalleutnant Fahd bin Abdullah Al-Mutair.
Der größte Stützpunkt der Bodenstreitkräfte ist der König-Abdulaziz-Stützpunkt nördlich von Riad.
Im August 2007 wurde der türkische Rüstungskonzern FNSS beauftragt, an 300 der 1750 M113 der saudischen Streitkräfte eine Kampfwertsteigerung durchzuführen. Der Auftrag hat für die türkische Rüstungsindustrie einen Wert von über 200 Millionen US-Dollar.
Am 2. Juli 2011 wurde bekannt, dass der deutsche Bundessicherheitsrat einem Export deutscher Leopard 2A7+ nach Saudi-Arabien zustimmt. Nach Presseinformationen des Magazins Der Spiegel ist ein Verkauf von 200 Einheiten geplant. Die Waffenlieferung stieß auf erhebliche Kritik, wobei auf schwere Menschenrechtsverstöße Saudi-Arabiens und auf die Niederschlagung der Demokratiebewegung im benachbarten Bahrain verwiesen wurde.
Auch innerhalb der schwarz-gelben Regierungskoalition ist dieser Waffenexport nicht unumstritten.
Im Januar 2015 wurde das Geschäft von der Bundesregierung gestoppt mit der Begründung, dass die Region zu instabil sei.
In Saudi-Arabien werden seit 1969 Sturmgewehre des Typs G3 von Heckler & Koch in Lizenz produziert. Seit 2012 wird auch das Nachfolgemodell HK G36 in Lizenz produziert.
Im Dezember 2012 verteidigte die deutsche Bundeskanzlerin Angela Merkel Rüstungslieferungen nach Saudi-Arabien.

### Luftstreitkräfte

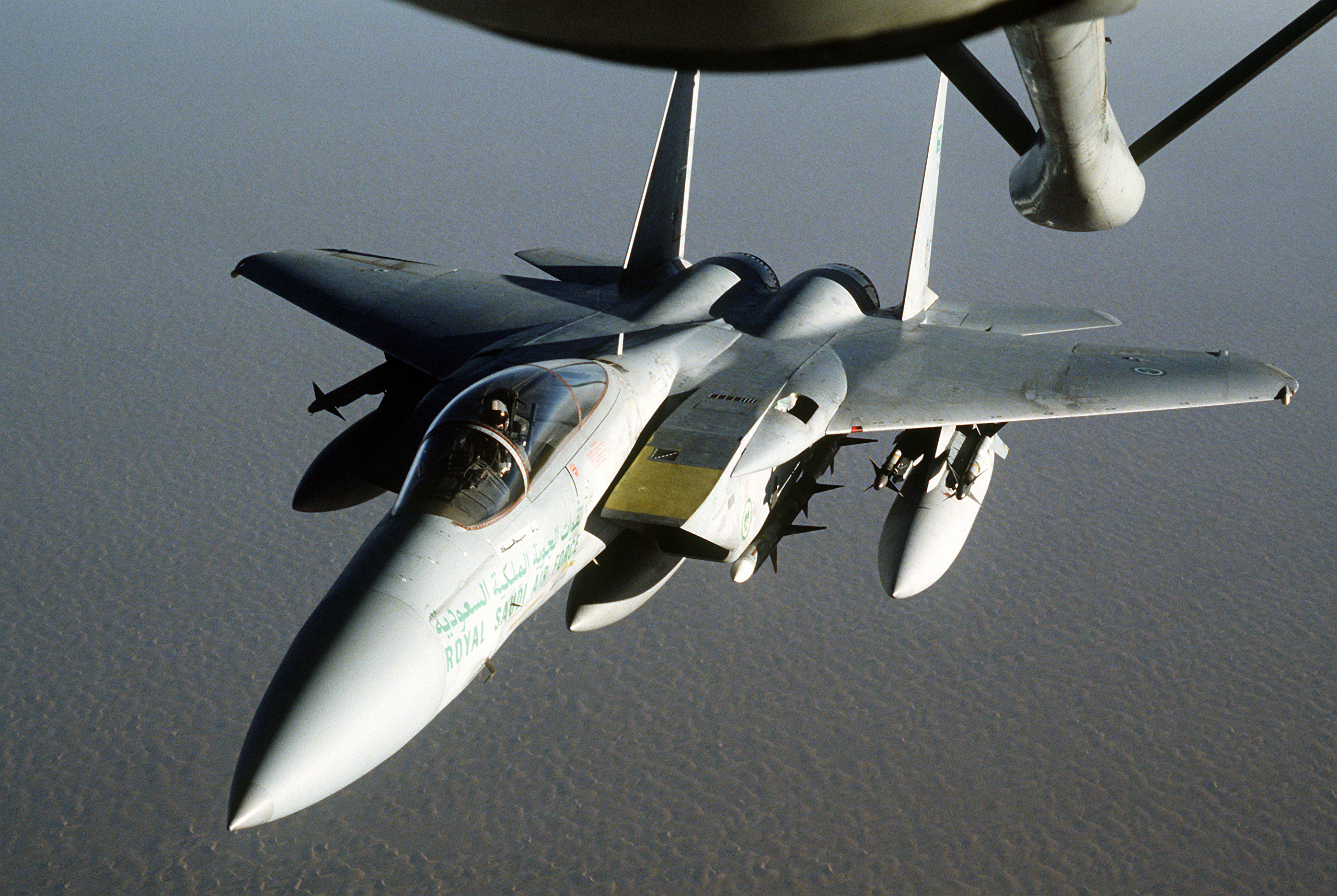
Saudische F-15 wird nach einem Kampfeinsatz im Zweiten Golfkrieg von einem KC-135 Stratotanker der US Air Force betankt.

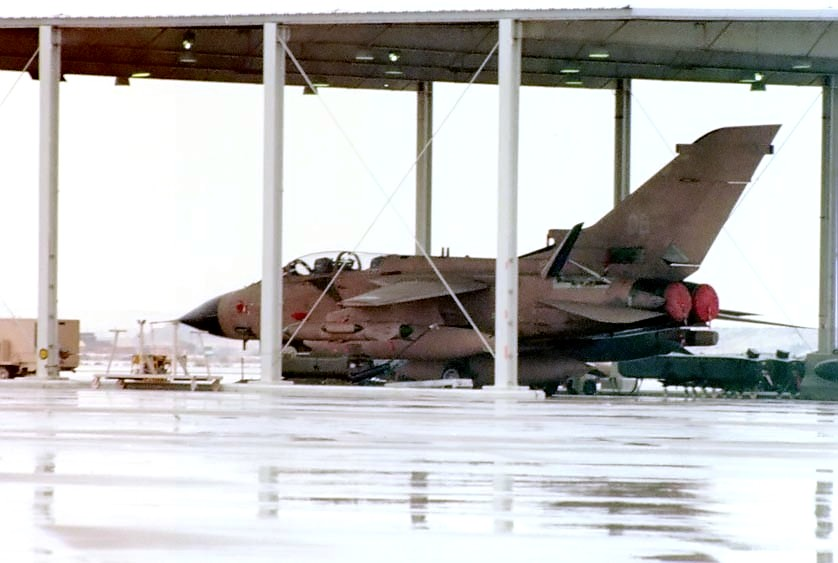
Ein Tornado-Jagdbomber der RSAF

Die saudischen Luftstreitkräfte (arabisch القوات الجوية الملكية السعودية al-Kuwwet al-Dschewwiya al-Mamlaka as-Sa'udiya, englisch Royal Saudi Air Force, RSAF), verfügen nach den israelischen über die zweitstärksten Luftstreitkräfte im Nahen Osten. Sie wurden 1950 gegründet und mit Hilfe der US-Streitkräfte ausgebildet. Sie besitzt mit Turaif, Guraiet und Tabuk Stützpunkte in der Nähe zu Israel, mit Riad, Dhahran und Hafar al Batin in der Nähe zum Irak und Kuwait und mit Chamis Muschait einen Stützpunkt in der Nähe zum Jemen.

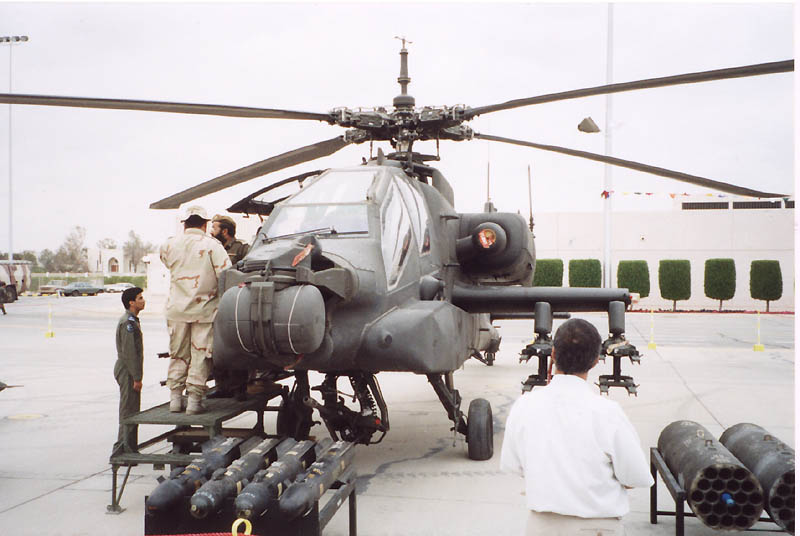
Apache-Kampfhubschrauber der saudischen Armee

Das Rückgrat der RSAF ist heute der F-15 Eagle (diverse Baureihen, siehe Hauptartikel) und der Panavia Tornado, die Tornados der RSAF sind kampfwertgesteigert. Die Luftstreitkräfte sind in der Lage, das eigene Territorium, die angrenzenden Binnenmeere, den Persischen Golf und das Rote Meer vollständig zu überwachen. Für die Logistik benutzt die RSAF unter anderem die C-130 Hercules. Eine Unterabteilung der RSAF ist die RSADF (Royal Saudi Air Defence Force), eine Luftabwehreinheit.
Die RSAF bestellte verschiedene Waffen in den 1990er Jahren, einschließlich, Sea-Eagle-Anti-Schiffsraketen sowie Lasersysteme zur Steuerung von Raketen und Freifallbomben. Insgesamt dienen 34.000 Soldaten in den Luftstreitkräften und Luftabwehrstreitkräften, die über insgesamt 725 Kampfflugzeuge und Kampfhubschrauber (u. a. Apache AH-64 D, gehören zu den Landstreitkräften) und 42 Transportflugzeuge verfügen. Des Weiteren hat sie 3050 Abwehrraketen, darunter die MIM-104 Patriot und das Artillerieraketensystem MLRS, aber auch russische, pakistanische und chinesische Mittelstreckenraketen wie z. B. die CSS-2-Mittelstreckenrakete mit einer Reichweite von 2650 km oder die Ghauri II (Pakistan) mit einer Reichweite von 2300 km. Die saudischen Streitkräfte signalisierten Interesse an der sich noch in der Entwicklung befindenden Langstreckenrakete Ghauri III mit einer Reichweite von 4000 km und an der Dong-Feng 4 mit einer Reichweite von 4760 km.
1998 kauften die saudischen Luftstreitkräfte das Peace-Shield-System („Friedensschild“) vom amerikanischen Rüstungshersteller Raytheon. Das System erlaubt der RSAF die Verwaltung ihrer luft- und bodengestützten Ressourcen. Es enthält ein zentrales Kommandozentrum (Central Command Operations Center), regionale Zentren, weiträumiges Radar und eine Reihe von Synchronisierungsprojektoren. Das Primärziel des Systems ist es, die Effizienz der Luftstreitkräfte einschließlich der Luftabwehr zu erhöhen. 2002 wurde das System generalüberholt und mit weiteren 17 Radarstationen ausgebaut. 2003 wurde das HSN (High-Speed Network, „Hochgeschwindigkeitsnetzwerk“) eingeführt und das System weiter verbessert, so dass es die neuesten und schnellsten Netzwerkprotokolle (IEEE 802, Q/p Virtual LAN (VLAN), Quality of Service (QoS) standards usw.) unterstützt.
Zur Luftüberwachung wird unter anderem das Airborne Warning and Control System (AWACS) vom US-Unternehmen Boeing eingesetzt. Die India-Daily schrieb im März 2005, es gebe eine Verteidigungsallianz zwischen Pakistan und Saudi-Arabien und Pakistan dürfe das AWACS der Saudis mitbenutzen.
Am 18. August 2006 haben die saudischen Luftstreitkräfte, als Ersatz für ehemals 110 Northrop F-5, einen Vorvertrag für den Kauf von 72 Eurofighter Typhoon unterzeichnet. Der Preis für die 72 Maschinen betrage 6,39 Milliarden Euro. Analysten schätzten, dass einschließlich der Waffen sowie Wartung und Training der Gesamtauftrag ein Volumen von etwa 20 Milliarden Euro (in Kaufkraft von 2009) hat.
Die Auslieferung begann im September 2009.
Des Weiteren wurde der Storm Shadow bestellt, die genaue Anzahl steht noch nicht fest. Der Marschflugkörper wurde bereits an den Tornados der saudischen Luftwaffe getestet.
Im April 2007 wurde bekanntgegeben, dass die RSAF mit verbesserten Versionen der F-16 Fighting Falcon ausgerüstet werden soll (dazu kam es jedoch nicht, es wurden dafür 2011 weitere F-15 geordert), auch das AWACS der RSAF soll aktualisiert werden. Die Forderung Israels, diesen Handel nicht durchzuführen, wurde seitens der USA (Bush-Regierung) abgelehnt.
Im Oktober 2007 bestellte die RSAF 150 Kampfhubschrauber des Typs Mil Mi-35 aus Russland, in dem Jahr liefen auch Verhandlungen mit Frankreich über den Kauf von Rafale-Kampfflugzeugen. Zum Kauf kam es jedoch nicht.
Am 6. Januar 2008 bestätigte EADS die Auslieferung von zunächst drei Tankflugzeugen A330 MRTT an die RSAF. Die Bestellung wurde im Juli 2009 um drei weitere Flugzeuge erweitert.
Das Navigations- und Zielsystem LANTIRN an den F-15 der RSAF wird aufgerüstet und mit dem neuen Sniper XR Targeting Pods von Lockheed-Martin aus den USA ergänzt. Die Kosten hierfür betragen 220 Millionen US-Dollar.
Am 14. Januar 2008 wurde endgültig bekannt gegeben, dass die RSAF 900 Nachrüstsätze präzisionsgelenkte Munition vom Typ Joint Direct Attack Munition aus den USA, primär von Boeing, bestellt hat (120 Millionen US-Dollar). Dies wurde zwischen der saudischen Regierung und der US-Regierung beschlossen. Der US-Kongress hat die Transaktion genehmigt.

### Marine

Emblem der Royal Saudi Navy

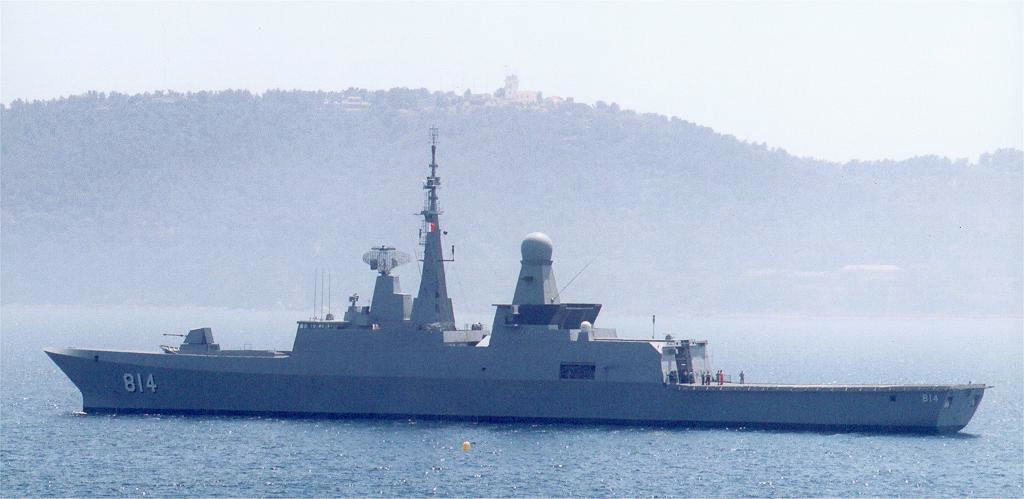
Saudische Fregatte der Lafayette-Klasse Al-Makkah aus französischer Produktion, 2005

Die saudische Marine (Royal Saudi Navy, RSNF) wurde 1960 gegründet. Der erste Golfkrieg unter König Fahd gab Anlass, die Marine aufzurüsten, dies geschah vor allem mit Hilfe Frankreichs und der USA. Inzwischen verfügt das Königreich über eine der stärksten Marinen der Region, in ihr dienen insgesamt 13.500 Soldaten.
Am 14. Juni 2000 kaufte die RSNF das Verwaltungssystem C3 (Command, Control, and Communications) aus US-Produktion für 257 Millionen US-Dollar. Drei Fregatten der saudischen Marine (Al-Riyad-Klasse) sind mit schweren Luftabwehrsystemen bestückt, zur Bewaffnung gehören VLS-Zellen für Aster 15 Flugabwehrraketen (SAMs), Crotale SAMs, Exocet-Flugkörper gegen Seeziele (SSM), zwei 20-mm-Geschütze und ein 100-mm-Geschütz. Die Fregatten verfügen zudem über Stealth-Fähigkeiten.
Auf den Fregatten können bis zu 10 t schwere Helikopter (z. B. NH90 oder Eurocopter Dauphin) mitgeführt werden. Die Schiffe der RSNF sind mit AGM-84-Harpoon-Seezielflugkörpern mit einer Reichweite von bis zu 220 km, mit Exocet MM40 und mit Otomat MK2 mit einer Reichweite von 185 km ausgestattet.

### Nationalgarde

Emblem der Royal Saudi Air Defense

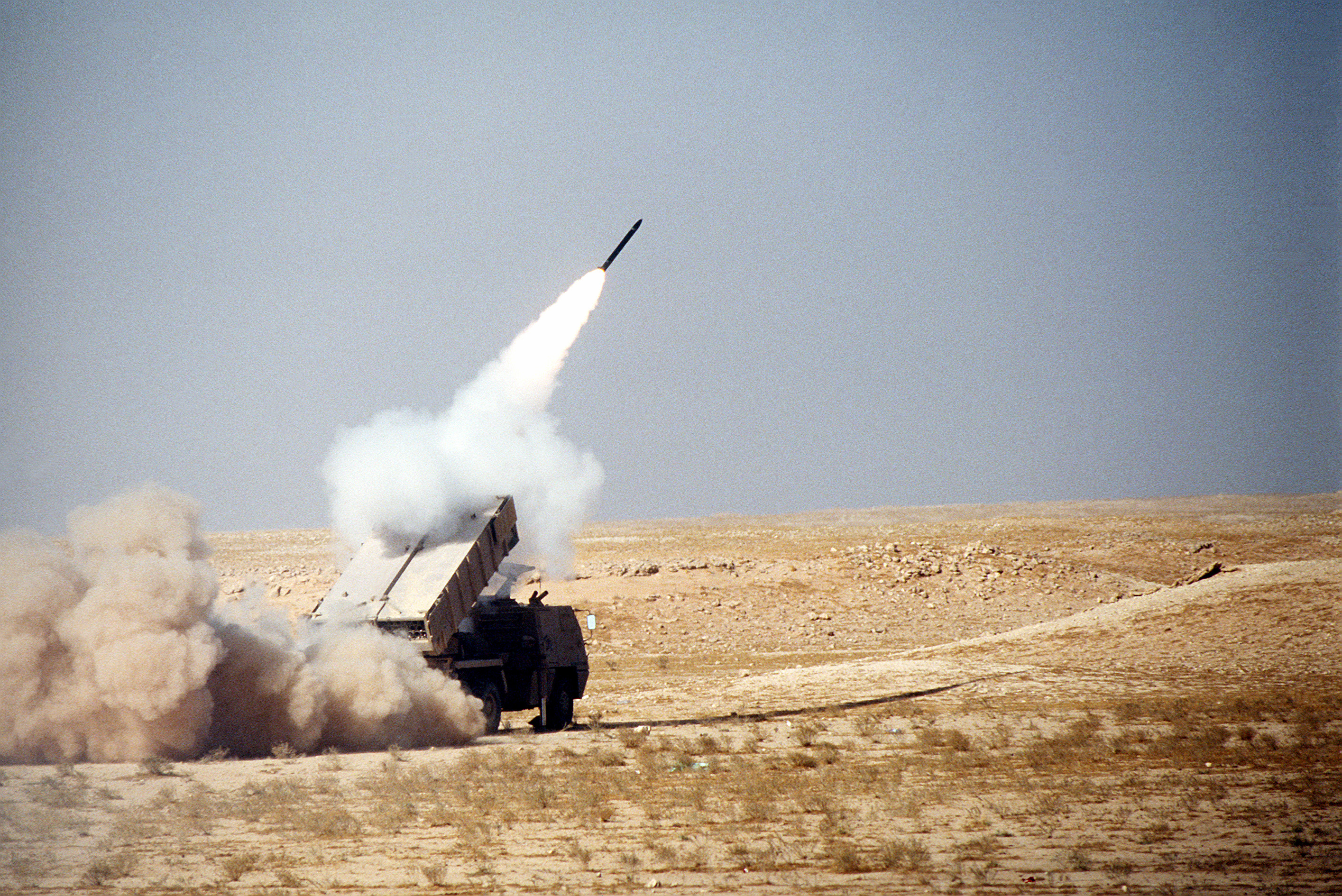
Artillerie feuert während einer Übung

Die königliche Nationalgarde (Royal Saudi National Gard (SANG)), auch „White Army“ („Weiße Armee“) genannt, unterstützt im Inland die Polizei, z. B. bei der Durchsetzung des in Saudi-Arabien geltenden Versammlungsverbots. So wurde die White Army in der Vergangenheit des Öfteren eingesetzt, um Proteste und Aufstände gegen die Regierung oder die Königliche Familie Saud niederzuschlagen.
Des Weiteren wird sie zum Anti-Terror-Schutz eingesetzt und schützt die heiligen Städte Mekka und Medina. Eine Unterabteilung von ihr schützt die königliche Familie. Die Nationalgarde umfasst zurzeit rund 125.000 Mann, davon waren 2005 ca. 57.000 Soldaten im aktiven Dienst. Sie hat über 1200 Light Armored Vehicle-25, über 1000 V150 und über 1300 M113. Des Weiteren hat sie Transporthubschrauber des Typs Blackhawk, Bell 212, und Kawasaki Vertol 107.
Ihr Kommandeur ist Badr bin Abdul Aziz, stellvertretend für den Kronprinzen.

### RSSMF
The Royal Saudi Strategic Missile Force  (RSSMF) ist die fünfte Teilstreitkraft Saudi-Arabiens. Die Hauptwaffe der RSSMF sind chinesische Dongfeng-Raketen, die einen konventionellen Sprengkopf tragen (2150 kg) und über eine Reichweite von 2800 km verfügen. Sie wurden im Jahr 1987 unter Umgehung des Raketentechnologie-Kontrollregime beschafft.
Ihr Kommandeur ist Jarallah Alaluwayt.

## Antikorruptionskampagne 2017
Im Rahmen einer Antikorruptionskampagne in Saudi-Arabien wurden im November 2017 unter anderem der Chef der Nationalgarde, Prinz Mutaib bin Abdullah, und der Marinekommandant Admiral Abdullah al-Sultan verhaftet. Den Verhafteten wird die Veruntreuung von öffentlichen Geldern im Umfang von mindestens 100 Milliarden US-Dollar vorgeworfen.